# Akcijsko-pustolovska videoigra
Akcijska pustolovščina je zvrst videoigre, ki združuje osnovne elemente akcijskih in pustolovskih iger.
Akcijska pustolovščina je hibridna zvrst, zato je definicija zelo obsežna in je morda najširša zvrst videoiger, ki lahko vključuje številne igre, ki bi jih bilo bolje uvrstiti v ožje zvrsti. V pustolovskih igrah igralec običajno rešuje situacijske probleme, akcije pa je zelo malo ali nič. Če je v igri kaj akcije, je na splošno omejena na posamezne minigre. Akcijske igre temeljijo na interakcijah v realnem času, ki so izziv za reflekse. Zato akcijske pustolovske igre spodbujajo refleksno razmišljanje in reševanje problemov v nasilnih in nenasilnih situacijah.

## Definicija
Akcijsko pustolovsko igro lahko opredelimo kot igro z mešanico elementov akcijske in pustolovske igre, zlasti ključnih elementov, kot so uganke. Akcijske pustolovščine zahtevajo veliko enakih fizičnih spretnosti kot akcijske igre, vendar imajo tudi zgodbo, številne like, sistem inventarja, dialoge in druge značilnosti pustolovskih iger. So hitrejše od čistih pustolovskih iger, saj vključujejo tako fizične kot konceptualne izzive. Akcijske pustolovske igre običajno vključujejo kombinacijo zapletenih elementov zgodbe, ki so igralcem prikazani z zvokom in videom. Zgodba je v veliki meri odvisna od gibanja igralčevega lika, ki sproži dogodke v zgodbi in tako vpliva na potek igre. Primeri akcijskih pustolovskih iger so The Legend of Zelda, God of War in serija Tomb Raider.

### Povezava z drugimi zvrstmi
Kdaj igra preneha biti pustolovska in postane akcijska, je stvar interpretacije. V skupnosti in medijih je kar nekaj nesoglasij glede tega, kaj pravzaprav predstavlja akcijsko pustolovsko igro. Ena od definicij izraza »akcijska pustolovščina« se lahko glasi: »Akcijska/pustolovska igra je igra, v kateri je dovolj akcije, da je ne moremo imenovati pustolovska igra, vendar ne dovolj akcije, da bi jo lahko imenovali akcijska igra.« V nekaterih primerih bo akcijska igra z ugankami uvrščena med akcijske pustolovske igre, če pa so uganke precej preproste, bo morda uvrščena med akcijske igre. Drugi vidijo akcijske igre kot čisto zvrst, medtem ko je akcijska pustolovščina akcijska igra, ki vključuje situacijsko reševanje problemov. Igralci pustolovščin so lahko tudi puristi, ki zavračajo vse igre, ki uporabljajo fizične izzive ali časovni pritisk. Ne glede na to je oznaka akcijska pustolovščina v člankih na spletu in v medijih zelo prisotna. Izraz »akcijska pustolovščina« se zaradi svojega širokega področja uporabe običajno uporablja namesto določene podzvrsti.

## Podzvrsti
Čeprav so akcijske pustolovščine raznolike in jih je težko razvrstiti, obstaja nekaj različnih podzvrsti. Spodaj je naštetih nekaj priljubljenih podzvrsti.

### Prvoosebna akcijska pustolovščina
Uporablja igranje prvoosebne strelske igre, pri čemer opušča stalno akcijo v korist pomembnih elementov pustolovskih iger, kot sta reševanje okoljskih problemov in zapleteno zgodbo. Pomembni primeri tega so Metroid Prime, Half-Life 2, Dishonored in Far Cry 3.
- Potopitvene simulacijske igre se igrajo iz prvoosebne perspektive in vključujejo elemente igranja vlog, stealth in platformnih iger, ki ustvarjajo številne igralne sisteme, s katerimi lahko igralec na različne načine uresničuje cilje, kar ustvarja občutek igralčevega vpliva na igro in nastajajočega igranja.

### Tretjeosebna akcijska pustolovščina
Igranje je tretjeosebno. Pomembni primeri vključujejo igre, kot so serija Tomb Raider, serija The Legend of Zelda, serija Grand Theft Auto, serija Red Dead, serija Hitman in serija Uncharted.

### Platformne-pustolovske igre
Poudarek je na raziskovanju in reševanju ugank, vendar vsebuje tudi tradicionalne konvencije platformnih iger. Primeri tovrstnih iger so serija Tomb Raider ter igre Metroid in Castlevania; izraz "Metroidvanija" izhaja iz slednjih dveh in se uporablja za opis iger te zvrsti, ki na splošno temelji na dvodimenzionalnih platformnih igrah.
- Izometrična platformna pustolovščina, ki vključuje prosto raziskujoča okolja s tridimenzionalnim igranjem in dvodimenzionalno grafiko z uporabo izometrične projekcije.

### Stealth igre
Poudarek je na izogibanju odkrivanju sovražnikov in ne na neposrednem spopadu z njimi, zato je v primerjavi z drugimi vrstami akcijskih iger večji poudarek na raziskovanju in reševanju ugank. Pomembni primeri so serija Metal Gear, serija Assassin's Creed, serija Splinter Cell in serija Hitman.

### Preživetvena grozljivka
Poudarek je na upravljanju inventarja in zagotavljanju, da ima igralec dovolj streliva in predmetov, da "preživi" v grozljivem okolju. Preživetvena grozljivka je tematska zvrst z raznolikim načinom igranja, zato vse preživetvene grozljivke nimajo enakih značilnosti. Franšize Resident Evil, State Of Decay, The Last of Us, Left 4 Dead in Silent Hill so popularizirale to podzvrst in so še danes najbolj priljubljene franšize te vrste.

### Preživetvene igre
Odprto-svetna preživetvena igra brez nadnaravnih elementov, ki jih najdemo v preživetvenih grozljivkah.

## Igranje
Akcijske pustolovske igre so hitrejše od čistih pustolovskih iger in vključujejo tako fizične kot konceptualne izzive, pri katerih se zgodba odvija in ne pripoveduje. Čeprav so potrebna dejanja, ki temeljijo na gibanju in so pogosto refleksivna, se igranje še vedno ravna po številnih vzorcih pustolovskih iger (zbiranje predmetov, raziskovanje okolja in interakcija z njim, ki pogosto vključuje nadsvet, ki povezuje pomembna območja, ter reševanje ugank). Čeprav je upravljanje arkadno (premikanje lika, nekaj ukazov za akcijo), je poleg visokega rezultata tudi končni cilj. V večini akcijskih pustolovskih iger igralec upravlja enega samega avatarja kot glavnega junaka. Ta vrsta iger je pogosto zelo podobna videoigram igranja vlog.
Razlikujejo se od grafičnih pustolovščin, ki imajo včasih prosto gibajoče se osrednje like, vendar tudi × širšo paleto ukazov in manj ali nič akcijskih elementov igre, razlikujejo pa se tudi od besedilnih pustolovščin, za katere je značilno veliko različnih ukazov, ki jih uporabnik vnese s pomočjo zapletenega razpoznavalnika besedila, in nimajo prosto gibajočega se lika. Akcijske pustolovščine imajo sicer skupno dinamiko igranja, vendar se močno razlikujejo po zasnovi zornih kotov, kot so pogled iz ptičje perspektive, bočni pogled, pogled iz prve osebe, pogled iz tretje osebe, pogled čez ramena ali celo 3/4 izometrični pogled.
Veliko akcijskih pustolovskih iger simulira pogovor s pogovornim drevesom. Ko igralec sreča neigralski lik (NPC), lahko izbere, kaj naj mu reče. NPC se igralcu odzove po scenariju, igra pa igralcu ponudi več novih načinov odzivanja.
Zaradi široke in vsestranske narave akcijske pustolovščine, imajo nekateri igralci težave z dokončanjem določene igre. Podjetja so iznašla načine, kako igralcu pomagati, na primer s ponujanjem namigov ali možnostjo, da preskoči uganke, da bi nadomestila to pomanjkanje sposobnosti.

## Zgodovina
Brett Weiss navaja Atarijevo igro Superman (1979) kot akcijsko pustolovsko igro, Retro Gamer pa ji pripisuje, da je bila »prva, ki je kot igralni prostor uporabljala več zaslonov«. Mark J. P. Wolf kot prvo znano akcijsko pustolovsko igro navaja Adventure (1980) za Atari VCS. Igra vključuje raziskovanje 2D okolja, iskanje in uporabo predmetov, ki imajo predpisane sposobnosti, ter boj z zmaji v realnem času kot v akcijski igri. Castle Wolfenstein (1981) podjetja Muse Software je bila še ena zgodnja akcijska pustolovska igra, ki je združevala elemente raziskovanja, bojevanja, stealth in labirinta ter je navdih črpala iz arkadnih streljačin in iger z labirinti (kot je bila labirintna strelska igra Berzerk) ter vojnih filmov (kot je Navaronski topovi).
Po besedah razvijalca igre Wizardry Roeja R. Adamsa so bile zgodnje akcijske pustolovske igre »v bistvu arkadne igre v fantazijskem okolju«. Tutankham, ki jo je Konami izdal januarja 1982, je bila akcijska pustolovščina, izdana za igralne avtomate. Združuje elemente labirinta, streljačin, reševanja ugank in pustolovščine, v recenziji revije Computer and Video Games iz leta 1983 pa je bila označena kot »prva igra, ki je učinkovito združila elemente pustolovske igre s frenetičnim igranjem streljačin.« Navdihnila je podobno igro Time Bandit (1983). Action Quest, ki je izšla maja 1982, je združevala elemente ugank iz pustolovskih iger v akcijsko igro v arkadnem slogu, ki se jo upravlja z igralno palico, kar je presenetilo takratne recenzente.
IGN sicer ugotavlja nekatere podobnosti z igro Adventure, vendar trdi, da je igra The Legend of Zelda (1986) podjetja Nintendo »pomagala vzpostaviti novo podzvrst akcijske pustolovščine«, saj je postala uspešna zaradi združevanja elementov različnih zvrsti, da bi ustvarila privlačen hibrid, vključno z raziskovanjem, ugankami z inventarjem v slogu pustolovščine, akcijsko komponento, denarnim sistemom in poenostavljeno gradnjo ravni brez točk izkušenj v slogu RPG. Serija The Legend of Zelda je bila do leta 2000 najplodnejša franšiza akcijskih pustolovskih iger. Roe R. Adams je kot zgodnje primere akcijskih pustolovskih iger navedel tudi arkadne fantazijske igre Castlevania (1986), Trojan (1986) in Wizards & Warriors (1987).
Igre, kot so Brain Breaker (1985), Xanadu (1985), Metroid (1986) in Vampire Killer (1986), so združevale platformo z bočnim pogledom in raziskovalno pustolovščino ter tako ustvarile podzvrst platformne pustolovščine Metroidvanija. Podobno so igre, kot so 005 (1981), Castle Wolfenstein in Metal Gear (1987), združevale raziskovanje akcijskih pustolovščin z stealth mehaniko in tako postavile temelje podzvrsti stealth iger, ki se je kasneje, leta 1998, popularizirala z izdajami iger Metal Gear Solid, Tenchu: Stealth Assassins in Thief: The Dark Project.
Filmski platformer Prince of Persia (1989) je vseboval elemente akcijske pustolovščine in navdihnil igre, kot sta Another World (1991) in Flashback (1992). V igri Alone in the Dark (1992) je bila uporabljena 3D grafika, ki sta jo pozneje popularizirala Resident Evil (1996) in Tomb Raider (1996). Predvsem igra Resident Evil je ustvarila podzvrst preživetvene grozljivke in navdihnila igre, kot sta Silent Hill (1999) in Fatal Frame (2001). Akcijske pustolovske igre so postale bolj priljubljene kot čiste pustolovske igre in čiste platformne igre, ki so jih navdihnile.